# Paranandra ceylonica
Paranandra ceylonica är en skalbaggsart som beskrevs av Stefan von Breuning 1950. Paranandra ceylonica ingår i släktet Paranandra och familjen långhorningar.
Artens utbredningsområde är Sri Lanka. Inga underarter finns listade i Catalogue of Life.